# エンターライズ
株式会社エンターライズは、パチスロ機を製造・販売している企業。カプコンの100%子会社であり、カプコンのゲームを素材としたパチスロ機を多数製造している。

## 沿革
- 2002年4月 - 設立
- 2008年11月 - カプコンが株式の90%を取得し子会社化[3]
- 2009年 - フィールズと業務提携

## 機種一覧

### 5号機
| 機種名                              | 発売年月   | 備考                       |
| ----------------------------------- | ---------- | -------------------------- |
| 春麗にまかせチャイナ                | 2008年10月 | 初参入機種                 |
| ヴァンパイア                        | 2009年7月  |                            |
| ビューティフルジョー                | 2010年2月  | フィールズが初めて販売     |
| 戦国BASARA2                         | 2011年2月  |                            |
| ストリートファイターIV              | 2011年11月 |                            |
| バイオハザード5                     | 2012年12月 | 新筐体「パンデミック」採用 |
| デビルメイクライ4                   | 2013年9月  |                            |
| パチスロモンスターハンター 月下雷鳴 | 2014年3月  |                            |
| パチスロ戦国BASARA3                 | 2014年8月  |                            |
| パチスロバイオハザード6             | 2015年6月  |                            |
| アスラズ ラース                     | 2015年9月  |                            |

### 5.5号機・5.9号機
| 機種名                                              | 発売年月   | 備考    |
| --------------------------------------------------- | ---------- | ------- |
| スーパーストリートファイターIV パチスロエディション | 2016年4月  |         |
| デビルメイクライ クロス                             | 2016年7月  |         |
| パチスロモンスターハンター 狂竜戦線                 | 2016年12月 |         |
| パチスロ逆転裁判                                    | 2017年5月  |         |
| パチスロバイオハザード リベレーションズ             | 2017年7月  |         |
| 大神〜回胴編〜                                      | 2018年6月  | 5.9号機 |
| ストリートファイターV パチスロエディション          | 2018年7月  | 5.9号機 |
| 戦国BASARA HEROES PARTY                             | 2019年1月  | 5.9号機 |

### 6号機 - 6.5号機
| 機種名                                        | 発売年月   | 備考                              |
| --------------------------------------------- | ---------- | --------------------------------- |
| 新鬼武者～DAWN OF DREAMS～                    | 2020年3月  | 新筐体「DEEP」採用                |
| パチスロ モンスターハンター:ワールド          | 2020年11月 |                                   |
| パチスロバイオハザード7 レジデント イービル   | 2021年2月  | 6.1号機、アデリオン製、ZEEG製筐体 |
| パチスロ 百花繚乱 サムライガールズ            | 2021年6月  | 6.1号機、初の他社版権タイアップ機 |
| パチスロ モンスターハンター:ワールド 黄金狩猟 | 2021年12月 | 6.2号機                           |
| パチスロ デビルメイクライ5                    | 2022年3月  | 6.2号機、アデリオン名義           |
| パチスロ 月華 雅                              | 2022年4月  | 6.2号機、非タイアップ             |
| パチスロ新鬼武者2                             | 2022年8月  | 6.5号機                           |
| パチスロバイオハザード RE:2                   | 2022年10月 | 6.5号機、アデリオン製             |

### スマスロ
| 機種名                                           | 発売年月   | 備考         |
| ------------------------------------------------ | ---------- | ------------ |
| スマスロ戦国BASARA GIGA                          | 2023年8月  |              |
| スマスロバイオハザード ヴィレッジ                | 2024年1月  | アデリオン製 |
| スマスロストライク・ザ・ブラッド                 | 2024年4月  |              |
| スマスロストリートファイターV 挑戦者の道         | 2024年5月  |              |
| スマスロ鬼武者3                                  | 2024年10月 | アデリオン製 |
| スマスロモンスターハンターライズ                 | 2024年11月 | アデリオン製 |
| スマスロバイオハザード5                          | 2025年3月  |              |
| スマスロデビルメイクライ5 スタイリッシュトライブ | 2025年6月  | アデリオン製 |

出典：パチスロ機種情報（パチンコビレッジ）／機種インデックス（P-WORLD）